# Warman (circonscription saskatchewanaise)
Pour les articles homonymes, voir Warman.
Circonscription électorale provinciale du Canada
Warman est une circonscription provinciale de la Saskatchewan représentée à l'Assemblée législative de la Saskatchewan depuis 2024.

## Géographie
En 2024, la circonscription comprend :
- Les communautés de Warman, Osler, Blumenheim (en), Neuhorst (en), Rheinland, Neuanlage (en), Gruenthal, Hochstadt, Greenfeld (en), Mennon (en), Hepburn, Blumenthal (en) et Hague.
- Les municipalités rurales de Corman Park No 344 (en), Rosthern No 403 (en) et Laird No 404 (en).

## Liste des députés
| Législature                                                               | Années                                                                    | Député                                                                    | Député                                                                    | Parti                                                                     |
| Warman Circonscription issue de Martensville-Warman et Biggar-Sask Valley | Warman Circonscription issue de Martensville-Warman et Biggar-Sask Valley | Warman Circonscription issue de Martensville-Warman et Biggar-Sask Valley | Warman Circonscription issue de Martensville-Warman et Biggar-Sask Valley | Warman Circonscription issue de Martensville-Warman et Biggar-Sask Valley |
| ------------------------------------------------------------------------- | ------------------------------------------------------------------------- | ------------------------------------------------------------------------- | ------------------------------------------------------------------------- | ------------------------------------------------------------------------- |
| 30e                                                                       | 2024–en cours                                                             |                                                                           | Terry Jenson                                                              | Saskatchewanais                                                           |